# عهدنامه احمد پاشا
عهدنامه احمد پاشا قراردادی بود که میان امپراتوری صفوی و امپراتوری عثمانی در تاریخ ۱۰ ژانویه ۱۷۳۲ میلادی منعقد شده‌است.

## زمینه قرارداد
در قرن هفدهم جنگ‌های ایران و عثمانی با عهدنامه‌های سراب و قصرشیرین به پایان رسیده بود.پس از حکومت کوتاه‌مدت افغانیان هوتکی بر ایران، وضعیت مرزهای ایران مخصوصاً در آذربایجان و قفقاز بسیار نا آرام شده بود.در این مواقع بود که پتر یکم، امپراتور روسیه، شروع به تصرف سرزمین‌های ایران در قفقاز شمالی و آذربایجان نمود.عثمانی‌ها هم برای رقابت با روسیه به تصرف شهر تفلیس دست زدند و این باعث آغاز جنگی طولانی میان ایران و عثمانی شد.

## جنگ
بین سالهای ۱۷۲۳ تا ۱۷۳۰، عثمانی‌ها توانستند که علاوه بر تفلیس، شهرهای قفقاز جنوبی مثل ایروان و گنجه را به تصرف خود درآورند.در جبهه جنوبی نیز شهرهای ارومیه، کرمانشاه، تبریز و همدان به تصرف عثمانی درآمدند.شاه تهماسب دوم به ناچار مجبور به پذیرفتن قرارداد صلح با عثمانی شد و به این طریق جنگ میان دو امپراتوری به مدت کوتاهی متوقف شد.

## موارد قرارداد
طرف ایرانی این قرارداد محمد رضا قلی و طرف عثمانی آن احمدپاشا حاکم بغداد بود.
طبق این عهدنامه:
1. سرزمین‌های اشغال شده توسط عثمانی در غرب ایران به ایران بازگردانده شد.
2. عثمانی حکومت بر قفقاز را به‌دست گرفت.
3. رود ارس به مرز ایران و عثمانی در قفقاز جنوبی تبدیل شد.

## پس از عهدنامه
اعتبار این عهدنامه مدت زیادی دوام نیاورد زیرا نادرقلی افشار مصمم بود که قفقاز را بازگرداند.از طرف دیگر سلطان محمود یکم عثمانی هم تمایل نداشت این سرزمین‌ها را به این راحتی از دست بدهد.بنابراین جنگی میان آن دو درگرفت و نادرشاه افشار موفق شد تا سرزمین‌های اشغالی را به خاک ایران برگرداند.